# Regina Moroz
Regina Viktorovna Moroz (in russo Регина Викторовна Мороз?; Voronež, 14 gennaio 1987) è un'ex pallavolista russa.
Giocava nel ruolo di centrale.

## Carriera
La carriera da professionista di Regina Moroz inizia nella stagione 2003-04 tra le file del Volejbol'nyj klub Universitet-Technolog, club col quale debutta nella Superliga russa e nel quale milita per due annate. Nel campionato 2005-06 passa al Volejbol'nyj klub Lipeck-Indezit, formazione nella quale milita per quattro stagioni.
Nella stagione 2009-10 viene ingaggiata dalla Ženskij volejbol'nyj klub Dinamo-Kazan', club nel quale milita per cinque stagioni, vincendo quattro scudetti consecutivi, due edizioni della Coppa di Russia, ricevendo anche il premio di miglior muro della edizione 2010, la Champions League 2013-14 e la Coppa del Mondo per club 2014; nell'estate del 2010 ottiene anche le prime convocazioni nella nazionale russa, debuttando al Montreux Volley Masters 2010 e vincendo la medaglia di bronzo nel 2011 alla XXVI Universiade.
Nella stagione 2014-15 passa alla Ženskij volejbol'nyj klub Dinamo Moskva con cui si aggiudica il campionato 2015-16; si trasferisce quindi alla Ženskij volejbol'nyj klub Sachalin nell'annata 2016-17 ritirandosi al termine della stagione.

## Palmarès

### Club
- Campionato russo: 4

2010-11, 2011-12, 2012-13, 2013-14, 2015-16
- Coppa di Russia: 2

2010, 2012
- Campionato mondiale per club: 1

2014
- Champions League: 1

2013-14

### Nazionale (competizioni minori)
- Universiade 2011

### Premi individuali
- 2011 - Coppa di Russia: Miglior muro
- 2014 - Coppa del Mondo per club: Miglior centrale
- 2014 - CEV: Giocatrice più spettacolare dell'anno